# Cerianthus membranaceus
Espèce
Cerianthus membranaceus est une espèce de la famille des Cerianthidae.

## Liste des variétés
Selon World Register of Marine Species (12 janvier 2023) :
- Cerianthus membranaceus var. nigricans
- Cerianthus membranaceus var. roseus Andres, 1881
- Cerianthus membranaceus var. violaceus
- Cerianthus membranaceus var. viridis

## Systématique
Le nom valide complet (avec auteur) de ce taxon est Cerianthus membranaceus (Gmelin, 1791).
L'espèce a été initialement classée dans le genre Tubularia sous le protonyme Tubularia membranacea Gmelin, 1791.
Cerianthus membranaceus a pour synonymes :
- Actinia (Ectacmaea) elongata Grube, 1840
- Actinia cylindrica Renier, 1807
- Actinia vestita Renier, 1807
- Cereus cupreus Ilmoni, 1830
- Cerianthus actinioideus Delle Chiaje, 1841
- Cerianthus cornucopia Delle Chiaje, 1841
- Cerianthus cylindricus (Renier, 1807)
- Cerianthus membranaceus var. nigricans
- Cerianthus membranaceus var. roseus Andres, 1881
- Cerianthus membranaceus var. violaceus
- Cerianthus membraneux
- Cerianthus nans Andres, 1881
- Cerianthus vestitus (Renier, 1807)
- Moschata rhododactyla Renier in de Blainville, 1830
- Saccanthus purpurescens Milne Edwards, 1857
- Synarachnactis membranacea (Gmelin, 1791)
- Tubularia membranacea Gmelin, 1791

## Publication originale
- Gmelin, J. F. (1791). Vermes. In: Gmelin J.F. (Ed.) Caroli a Linnaei Systema Naturae per Regna Tria Naturae, Ed. 13. Tome 1(6). G.E. Beer, Lipsiae [Leipzig]. pp. 3021-3910. Systema Naturae.  Linneaeus (ed.).  Ed. 13. 1: pars. 6. lire